# Smelowskia johnsonii
Smelowskia johnsonii är en korsblommig växtart som beskrevs av Gerald Alfred Mulligan. Smelowskia johnsonii ingår i släktet Smelowskia och familjen korsblommiga växter. Inga underarter finns listade i Catalogue of Life.